# Mines de Potosí

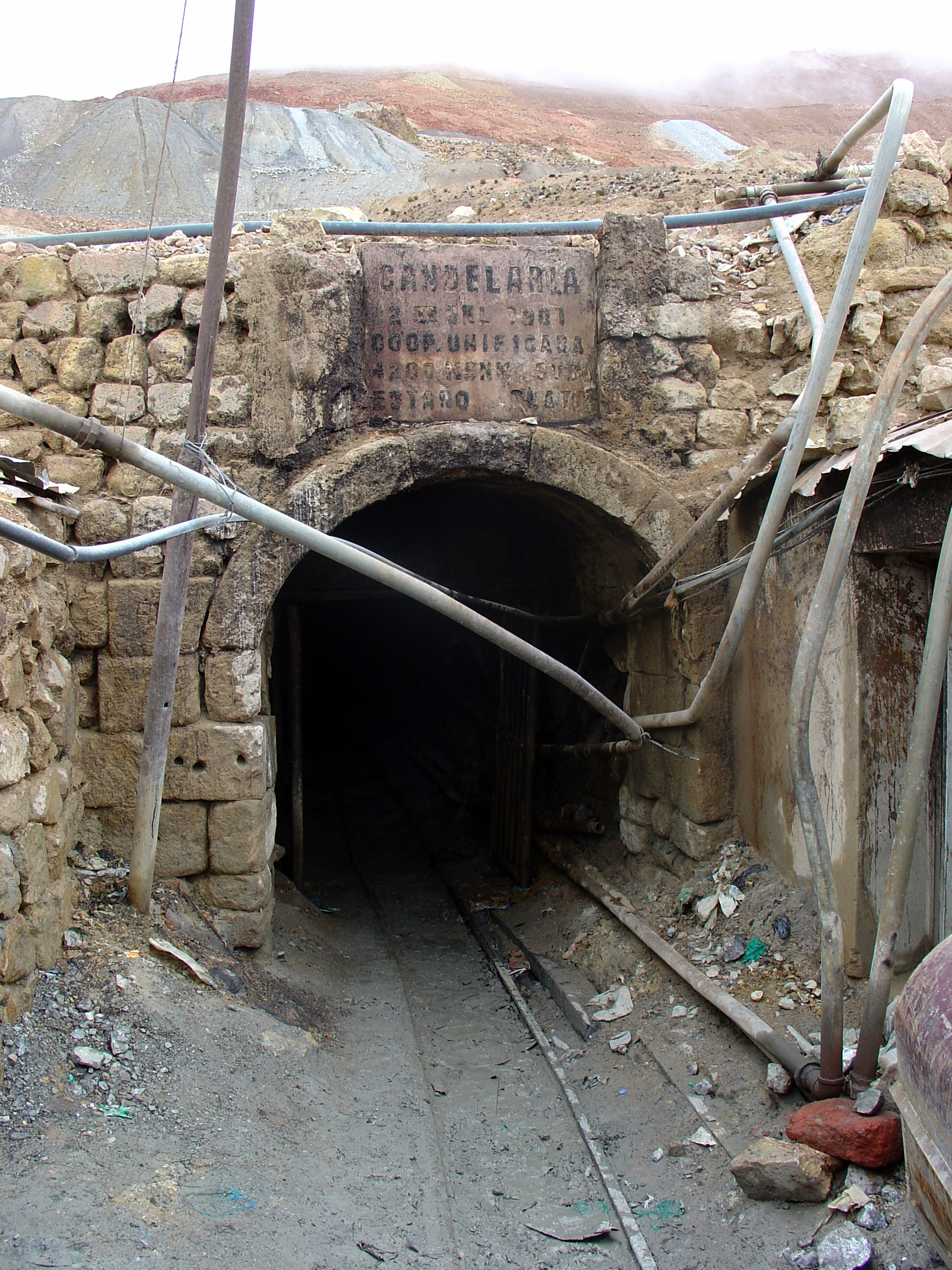
Mina a Potosí el desembre de 2007

Les Mines de Potosí van ser un important centre miner que es trobava al turó de Potosí a l'Alt Perú, al sud de la ciutat de Potosí, en l'actual Bolívia. Es va extreure una gran quantitat de plata i or del Cerro Rico a la ciutat de Potosí, al sud-oest de Bolívia, que va fer la volta al món, activant les economies d'Europa i Orient durant la colonització.

## Història

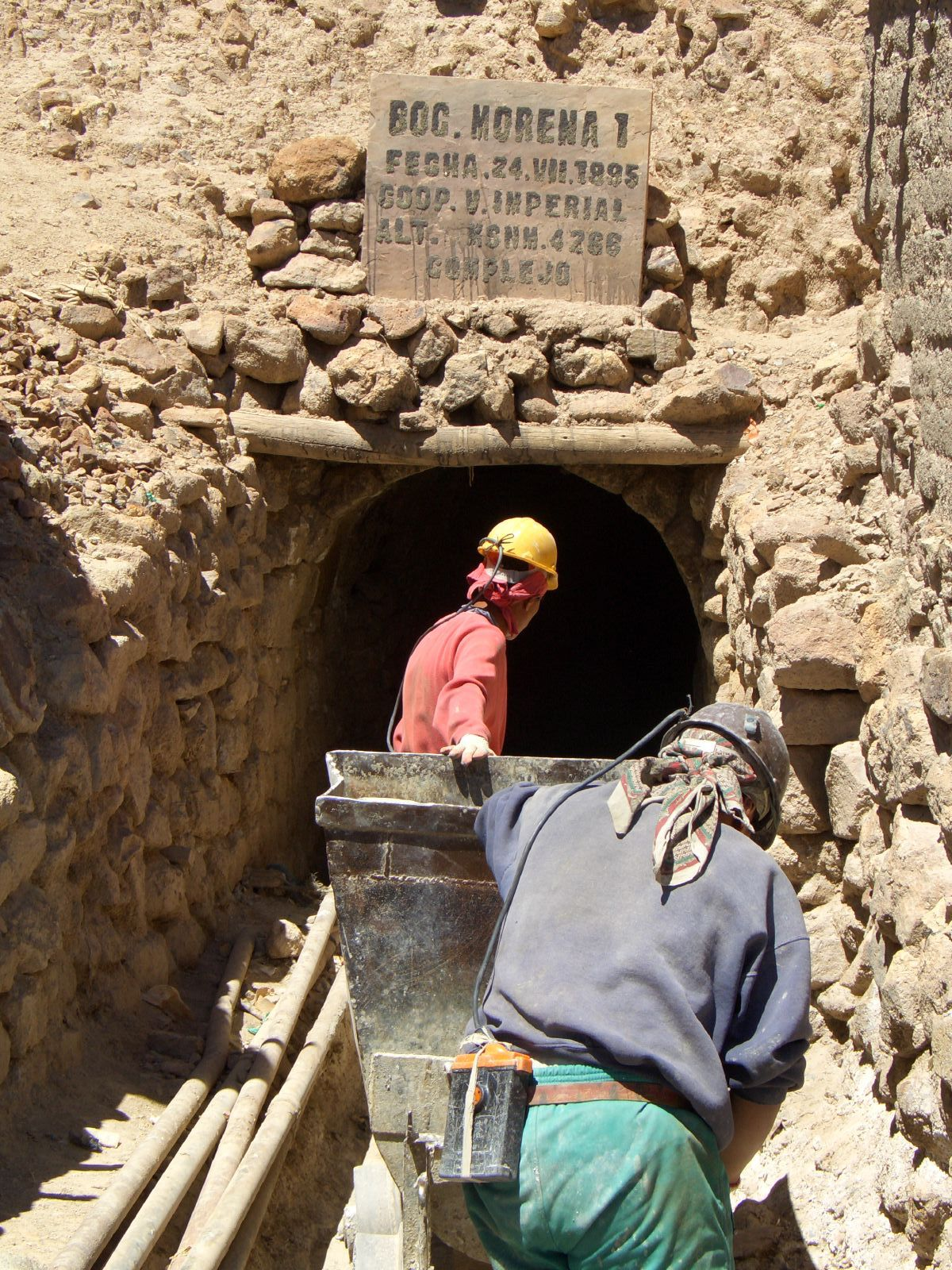
Mines a Potosí.

Es diu que les vetes d'argent van ser descobertes de forma casual, una nit de l'any 1545, per un pastor quítxua anomenat Diego Huallpa, que es va perdre mentre tornava amb el seu ramat de llames. Va decidir acampar al peu del Cerro Rico i va encendre una gran foguera per lluitar contra el fred. Quan es va despertar al matí es va trobar que, entre les brases fumejants de la foguera, brillaven filets d'argent, fosos per la calor del foc. El turó, aparentment, era tan ric en vetes d'argent que aquesta es trobava a flor de terra. L'1 d'abril de 1545, un grup d'espanyols encapçalats pel capità Juan de Villarroel van prendre possessió del Cerro Rico, després de confirmar la troballa del pastor, i immediatament van establir un poblat.
Segons una altra versió, els inques ja en coneixien l'existència d'argent, però quan l'emperador inca va intentar començar l'explotació del turó, aquest el va expulsar mitjançant una estrepitosa explosió (d'on deriva el nom del lloc, " ¡P'utuqsi! "), prohibint l'extracció de l'argent, que estava reservada "per als que vinguessin després". Els historiadors veuen en aquesta variant una deliberada influència dels espanyols en la llegenda, per legitimar les seves tasques en el turó.
La immensa riquesa del Cerro Rico i la intensa explotació a què el van sotmetre els espanyols van fer que la ciutat creixés de manera sorprenent. La seva riquesa va ser tan gran que en la seva monumental obra d'El Quixot Miguel de Cervantes va encunyar la dita val un Potosí, que significa que quelcom val una fortuna.
Però la població indígena, en contraposició a això, patia una explotació infrahumana. Desenes de milers d'indígenes van ser sotmesos a la mita, un sistema que ja era habitual a l'Imperi Inca, però la seva aplicació fou intensificada pels espanyols, i va créixer encara més a instàncies del virrei Francisco Álvarez de Toledo, davant la manca de mà d'obra per a la mineria. Als mitayos (nom donat als indis sotmesos) se'ls feia treballar fins a 16 hores diàries, cavant túnels, extraient el metall manualment o a pic, etc. Eren molt freqüents les ensulsiades i altres accidents, que ocasionaven la mort de centenars de treballadors. Les rebel·lions eren ofegades a sang i foc. És probable que fins a 15.000 indígenes hagin mort en l'explotació de l'argent, entre 1545 i 1625, encara que les estimacions més alcistes parlen d'un a vuit milions de treballadors morts, tot i que aquestes xifres no són gaire acceptades en l'actualitat.
La producció d'argent va arribar al seu punt màxim al voltant de l'any 1650, moment en el qual les vetes van començar a esgotar-se, i Potosí va entrar en un camí cap a baix del qual no va poder recuperar-se mai.

## Quantitat extreta en temps colonials

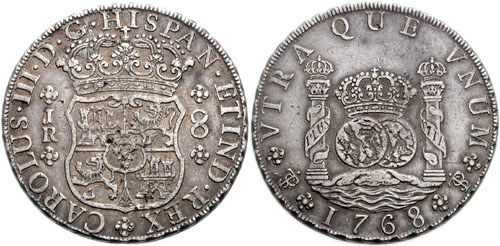
Vuit rals encunyats en Potosí.

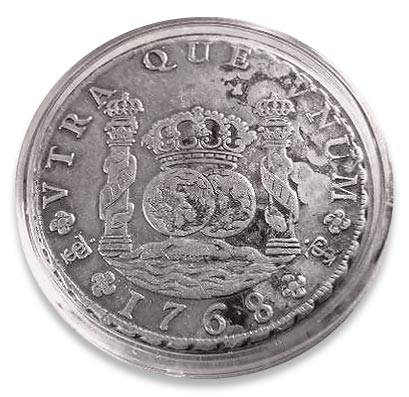
Real encunyat en Potosí

És impossible calcular l'argent extret del Cerro Rico de Potosí; càlculs aproximats han determinat que durant la colònia el centre miner va aportar a la corona espanyola l'equivalent a 50.000 milions de dòlars, a costa, malauradament, de la vida de 8 milions de persones entre esclaus negres i indígenes. 

## Monedes d'argent i or de Potosí
A Àsia hi arribaven grans tones de monedes d'argent i or a canvi d'objectes de luxe. És curiós saber que al poble d'Espanya li va arribar només un 15 per cent de tota l'argent extreta, a causa de les següents qüestions:
- Guerres mantingudes a Europa.
- Construcció d'edificis sumptuaris (Arxiu d'Índies, Catedral de Cadis, etc).
- Tributs cobrats per l'Església.
- Fraus dels azoguers i autoritats.
- Desmesurat luxe dels criolls, peninsulars, mestissos i nobles indígenes que van mantenir el seu càrrec per ordre espanyola.

Gràcies al ral de 8 moltes d'aquestes monedes es van escampar per tot el món.

## La Casa de la Moneda a Bolívia
La Casa de la Moneda es troba a la ciutat de Potosí. És anomenada també l'Escorial d'Amèrica. Va ser construïda el 1759 i té una superfície de 7.530 m². El 31 de juliol de 1773 es va encunyar la primera moneda de plata, l'estampat era el Reial Bust de les Armes de Castella. Per mandat del rei es va ordenar encunyar monedes d'or amb l'efígie de Carles V. Va ser declarada (igual que tota la ciutat) per la UNESCO com a patrimoni de la humanitat.

## Controvèrsia
Existeix actualment la controvèrsia que, tant en aigües espanyoles com en les de molts altres països, hi ha vaixells enfonsats que transportaven monedes encunyades originàries de Bolívia, a part d'altres mercaderies. Aquestes monedes són reclamades com a pròpies per Espanya o pel país on es trobi el naufragi, Bolívia arran d'aquestes reclamacions, en veure com aquestes monedes originàries de Potosí estan sent disperses i no retornen al seu origen, està promovent la creació d'una organització que tracti amb diversos organismes internacionals per tal de reclamar el seu patrimoni.

## Economia actual

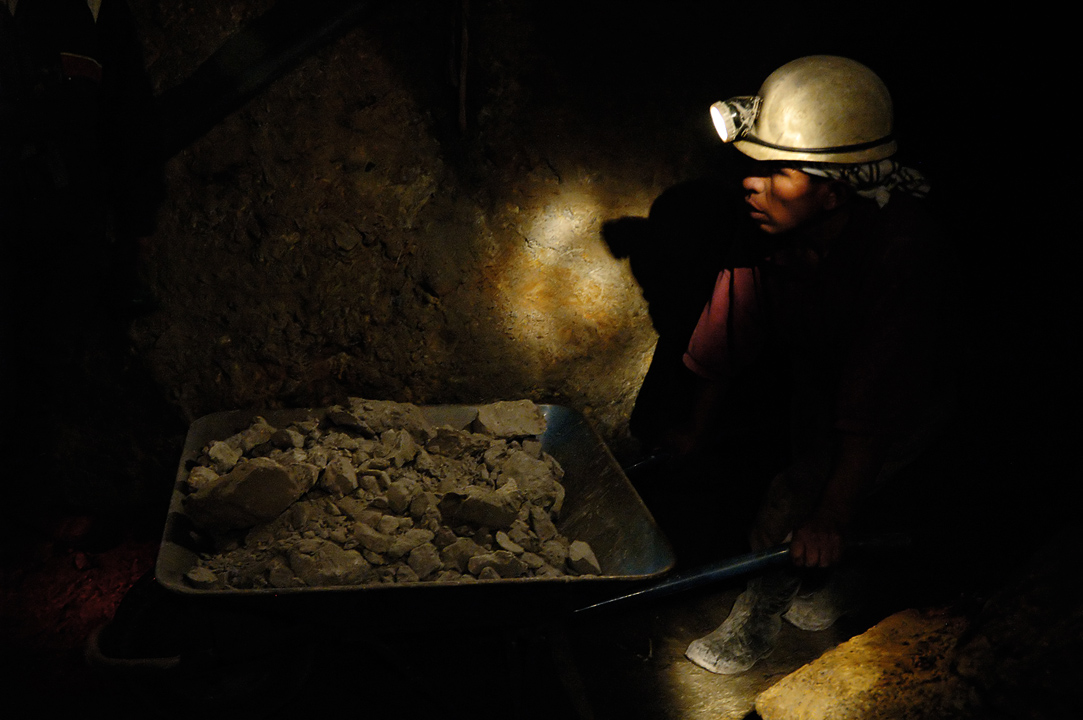
Miner a la galeria d'una mina a Potosí.

L'economia de Potosí té com a producte nominal, tant en el passat com actualment, l'explotació dels minerals, han estat els productes més notables i coneguts. Actualment la mineria ha incrementat el seu valor d'exportacions netes en un 126 per cent, amb un lleu increment en el seu tonatge (el valor de les exportacions van augmentar per l'increment del preu, i no per l'increment de la quantitat).
Potosí és un dels majors centres explotadors d'estany i argent. Actualment es gesten grans projectes de concentració de minerals de baixa llei (sobretot deixalles d'argent, acumulats des d'èpoques colonials) i derivats, Sant Bartomeu, a càrrec de l'empresa Manquiri, i l'explotació de la part sud del país, a càrrec de l'empresa Sinchi Wayra. Potosí és conegut per les seves grans reserves mineralògiques en explotació i en reserva, el salar d'Uyuni, la major reserva de liti i no-metalls del món, amb petites empreses d'explotació manual, i centres miners concentrats a la ciutat i a algunes províncies properes.